# Rini Budiarti
Rini Budiarti (* 22. März 1983) ist eine ehemalige indonesische Leichtathletin, die im Mittel- und Langstreckenlauf sowie im Hindernislauf an den Start ging.

## Sportliche Laufbahn
Erste internationale Erfahrungen sammelte Rini Budiarti im Jahr 1999 bei den Juniorenasienmeisterschaften in Singapur, bei denen sie in 2:16,45 min den sechsten Platz im 800-Meter-Lauf belegte, wie auch über 1500 Meter in 4:38,28 min. Im Jahr darauf belegte sie bei den Asienmeisterschaften in Jakarta in 4:32,16 min den fünften Platz über 1500 Meter. 2001 nahm sie erstmals an den Südostasienspielen in Kuala Lumpur teil und erreichte dort im 5000-Meter-Lauf in 17:10,77 min Rang vier und wurde über 10.000 Meter in 36:23,03 min ebenfalls Vierte. 2005 schied sie bei der Sommer-Universiade in Izmir im 1500-Meter-Lauf mit 4:30,70 min im Vorlauf aus und erreichte über 5000 Meter in 17:10,95 min Rang 15. Anschließend gewann sie bei den Südostasienspielen in Manila in 16:43,82 min die Bronzemedaille über 5000 Meter hinter ihrer Landsfrau Oliva Sadi und Mercedita Manipol von den Philippinen. Zudem belegte sie über 1500 Meter in 4:27,84 min Rang vier. 2006 wurde sie bei den Hallenasienmeisterschaften in Pattaya mit Hallenrekord von 9:49,75 min den sechsten Platz im 3000-Meter-Lauf. Anschließend erreichte sie bei den Crosslauf-Weltmeisterschaften in Fukuoka nach 30:45 min Rang 92 im Langrennen.
2007 startete sie erneut bei den Studentenweltspielen in Bangkok und belegte dort in 4:24,12 min den elften Platz über 1500 Meter und wurde über 5000 Meter in 16:40,42 min Neunte. Anschließend gewann sie bei den Südostasienspielen in Nakhon Ratchasima in 4:19,99 min die Silbermedaille über 1500 Meter hinter der Vietnamesin Trương Thanh Hằng und auch über die längere Distanz gewann sie in 16:08,00 min die Silbermedaille hinter ihrer Landsfrau Triyaningsih. 2011 belegte sie bei den Asienmeisterschaften in Kōbe in 10:30,38 min den fünften Platz im Hindernislauf und siegte anschließend bei den Südostasienspielen in Palembang in 10:00,58 min. Zudem gewann sie über 5000 Meter in 16:31,85 min die Bronzemedaille hinter Triyaningsih und der Myanmarerin Phyu War Thet und wurde über 1500 Meter in 4:39,37 min Fünfte. Zwei Jahre später verteidigte sie dann bei den Südostasienspielen in Naypyidaw in 10:04,54 min ihren Titel im Hindernislauf und 2014 nahm sie an den Asienspielen in Incheon teil und klassierte sich dort mit neuem Landesrekord von 9:49,46 min auf dem fünften Platz. Bei den Crosslauf-Weltmeisterschaften 2015 in Guiyang erreichte sie nach 32:32 min Rang 72 und anschließend siegte sie bei den Südostasienspielen in Singapur in 10:20,40 min und gewann über 5000 Meter in 16:30,85 min die Silbermedaille hinter Triyaningsih. 2016 bestritt sie in Jakarta ihren letzten Wettkampf und beendete daraufhin ihre Karriere als Leichtathletin im Alter von 33 Jahren.
2002 wurde Budiarti indonesische Meisterin im 10.000-Meter-Lauf und 2013 siegte sie im Hindernislauf.

## Persönliche Bestleistungen
- 800 Meter: 2:10,15 min, 12. September 2012 in Rumbai
- 1500 Meter: 4:18,69 min, 9. August 2007 in Bangkok (indonesischer Rekord)
  - 1500 Meter (Halle): 4:44,83 min, 25. September 2005 in Teheran (indonesischer Rekord)
  - 3000 Meter (Halle): 9:49,75 min, 11. Februar 2006 in Pattaya (indonesischer Rekord)
- 5000 Meter: 16:08,00 min, 8. Dezember 2007 in Nakhon Ratchasima
- 10.000 Meter: 37:11,52 min, 27. Juli 2002 in Jakarta
- 3000 m Hindernis: 9:49,46 min, 27. September 2014 in Incheon (indonesischer Rekord)